# Zeus II
Pour les articles homonymes, voir Zeus (homonymie).
Le Zeus II est un système de jeux vidéo pour borne d'arcade destiné aux salles d'arcade, créé par la société Midway Games.

## Description
Ce système est lancé par Midway Games durant l'année 1999.

## Liste des jeux
| Titre           | Développeur  | Éditeur      | Système | Genre | Date |
| --------------- | ------------ | ------------ | ------- | ----- | ---- |
| Cruis'n Exotica | Midway Games | Midway Games | Zeus II |       | 1999 |
| The Grid        | Midway Games | Midway Games | Zeus II |       | 2001 |